# Lori Monk
Lori Jeanne Monk-Goff (* 20. März 1956 in Madison, Wisconsin) ist eine ehemalige US-amerikanische Eisschnellläuferin.
Monk trat während ihrer High-School-Zeit im Volleyball, Golf, in der Leichtathletik sowie dem Eisschnelllauf an. Mit ihrem Golfteam gewann sie zwei Landesmeistertitel. Ebenso führte sie ihre Leichtathletikmannschaft zu einem Landesmeistertitel, weil sie sieben Einzeldisziplinen für sich entscheiden konnte. Im Eisschnelllauf gewann sie fünf nationale Meistertitel.
Monk trat bei der Eisschnelllauf-Sprintweltmeisterschaft 1974 in Innsbruck an, wurde aber disqualifiziert. Bei den Olympischen Winterspielen 1976 ebenda belegte sie über 500 Meter den neunten Platz.
Monk besuchte die University of Wisconsin. Nach dem Ende ihrer aktiven Karriere arbeitete sie als Feuerwehrfrau und Rettungssanitäterin sowie als Trainerin im Jugendsport.
Monks Sohn Tyler Goff ist ebenfalls Eisschnellläufer.

## Persönliche Bestzeiten
| Strecke | Zeit         | Datum           | Ort                  |
| ------- | ------------ | --------------- | -------------------- |
| 0500 m  | 042,94 s     | 1. Februar 1976 | Davos                |
| 1000 m  | 01:30,19 min | 10. Januar 1976 | Davos                |
| 1500 m  | 02:40,63 min | 24. Januar 1976 | Madonna di Campiglio |
| 3000 m  | 05:58,50 min | 13. Januar 1974 | West Allis           |